# Tyska ordensstaten
Den Tyska ordensstaten (tyska: Staat des Deutschen Ordens, uttal: [ʃtaːt dɛs ˌdɔɪ̯t͡ʃn ˈʔɔʁdn̩s] ( lyssna) eller Ordensstaat uttal: [ˈɔʁdn̩sˌʃtaːt] ( lyssna); latin: Civitas Ordinis Theutonici; litauiska: Vokiečių ordino valstybė; polska: Państwo zakonu krzyżackiego), var en medeltida korstågsstat, belägen längs Östersjöns kust. Ordensstaten bildades på 1200-talet av Tyska orden.